# Neotrypaea biffari
Neotrypaea biffari is een tienpotigensoort uit de familie van de Callianassidae. De wetenschappelijke naam van de soort is voor het eerst geldig gepubliceerd in 1991 door Holthuis.